# إيوين هندرسون
إيوين هندرسون (بالإنجليزية: Ewen Henderson) هو مغني بريطاني، ولد في 1986 في Fort William, Scotland ‏ في المملكة المتحدة.

## وصلات خارجية
- إيوين هندرسون على موقع ميوزك برينز (الإنجليزية)
- إيوين هندرسون على موقع ديسكوغز (الإنجليزية)
- إيوين هندرسون على موقع ديسكوغز (الإنجليزية)